# Galazia
La Galazia era un'antica regione dell'Anatolia centrale, oggi parte della Turchia. Confinava a nord con la Bitinia e la Paflagonia, a est con il Ponto, a sud con la Licaonia e la Cappadocia e a ovest con quel che rimaneva della Frigia (la Frigia orientale, invasa dai Galati, era entrata a far parte della Galazia)). La maggiore città della Galazia che assurse ad un certo punto al ruolo di capitale, l'antica Ancyra, è la città che oggi è chiamata Ankara, la capitale dell'odierna Turchia.
La regione prese il nome dai Galati, una tribù celtica che vi si era stabilita nel III secolo a.C. proveniente dalla Tracia e precedentemente da una zona dell'alto Danubio. I suoi abitanti erano chiamati "Galli" dagli antichi romani. In passato, i Galati sono stati considerati un misto di Galli e Greci, tanto che alcuni autori rinascimentali (tra cui Bacone) li definirono Gallo-greci.

## Storia

### Origine storica
L'origine storica dei Galati risale alla grande spedizione dei Celti che invasero la Macedonia, guidati dal "secondo Brenno". Brenno invase la Grecia nel 281 a.C., riuscendo quasi a raggiungere il tempio di Apollo a Delfi. Nel frattempo, i Galli uccisero il sovrano macedone Tolomeo Cerauno per poi essere respinti da Antigono Gonata, nipote del diadoco Antigono I Monoftalmo.
Un'altra ondata di Galli, con al seguito donne e bambini, si separò da quella principale di Brenno nel 279 a.C. e, sotto la guida di Leonnorio e Lutario, si stanziò nella Tracia. Da qui i Galli fecero il loro ingresso in Asia Minore nel 278 a.C. Come spesso accade durante le invasioni, gli invasori furono in realtà chiamati per porre fine a una lotta dinastica: Nicomede I di Bitinia, infatti, decise di chiedere aiuto ai galli per sconfiggere suo fratello. Fu così che tre tribù di Galli (i Trocmi, i Tolistobogi e i Volci Tectosagi) si spostarono dalla Tracia in Asia Minore. Si trattava di circa 10.000 uomini armati, a cui si aggiungeva un numero analogo di donne e bambini. I Galli non riuscirono a sconfiggere il sovrano seleucide Antioco I, in una battaglia dove videro per la prima volta degli elefanti da guerra.
Gli invasori, di stirpe celtica, furono indotti a stabilirsi definitivamente nella regione, corrispondente alla Frigia orientale che divenne così nota come "Galazia".

### Organizzazione statale
Strabone descrisse l'organizzazione statale della Galazia: secondo il costume celtico, ogni tribù era divisa in "cantoni", e ciascuna di esse era governata da un capo (noto come "tetrarca"), i cui poteri erano pressoché illimitati, tranne che per i processi per omicidio, durante i quali gli assassini venivano giudicati in un luogo sacro a circa 20 miglia da Ankara, noto come Drynemeton (cioè "tempio delle querce"). Gli originari abitanti della Frigia orientale, comunque, mantenevano il controllo delle loro città e delle loro terre, ma erano tenuti a pagare delle decime ai Galli, i quali formavano così una sorta di aristocrazia militare che viveva separata dagli autoctoni in fattorie fortificate.

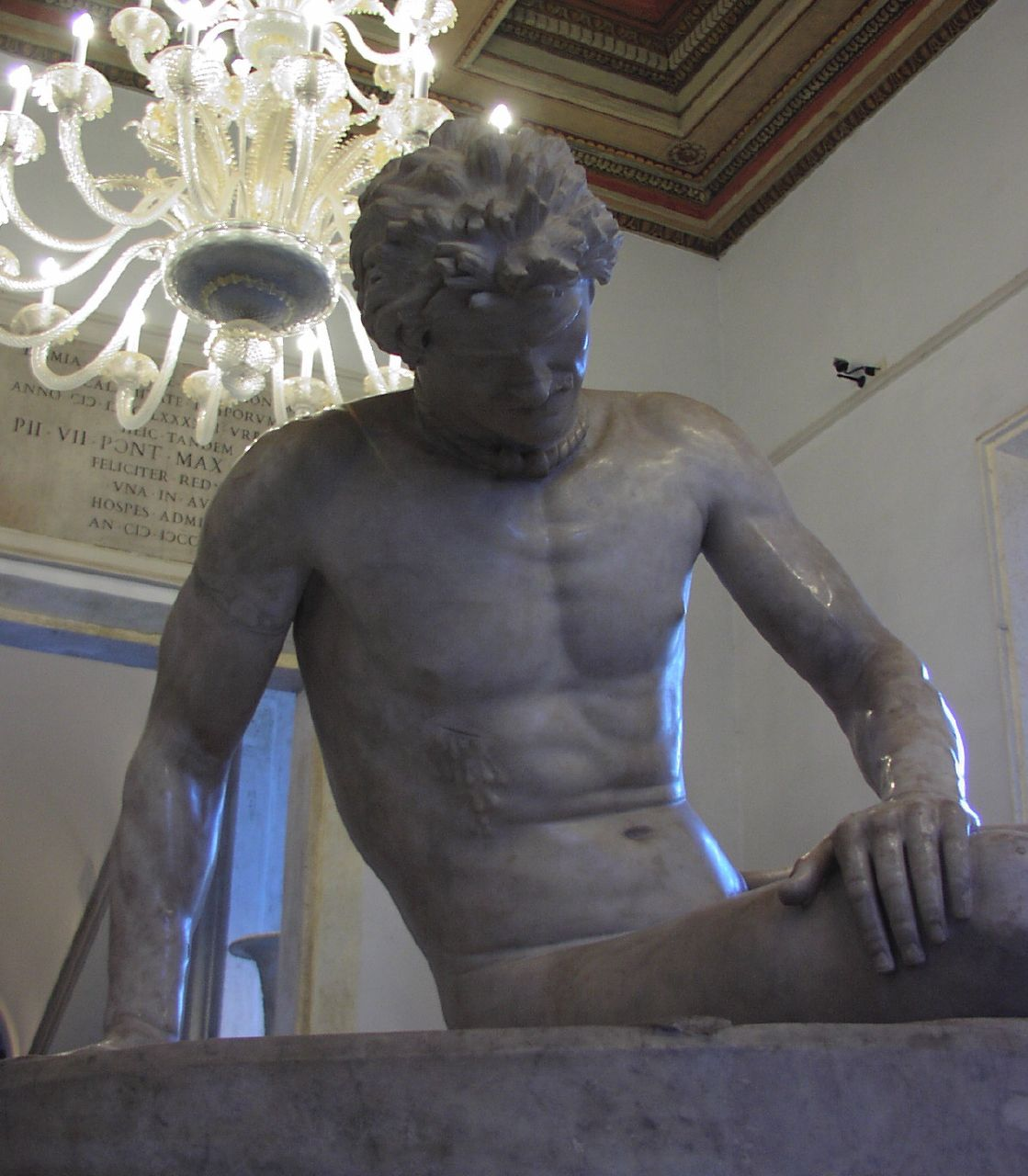
Galata morente, Musei Capitolini, Roma.

### Vicende militari
I Galli della Galazia furono guerrieri valorosi, molto rispettati sia dai Greci che dai Romani. Spesso combatterono come mercenari nelle grandi battaglie del tempo. Per anni devastarono la parte occidentale dell'Asia Minore, spesso come alleati di questo o quel sovrano, finché non si allearono con il principe seleucide Antioco Ierace, il quale tentò di sconfiggere il re Attalo I di Pergamo. Tuttavia, le città ellenistiche si unirono ad Attalo I, che riuscì ad infliggere diverse sconfitte ai Galli, finché essi furono definitivamente respinti entro i confini della regione che da essi aveva preso il nome. Il tema del "Gallo morente", a ricordo di queste battaglie, divenne del resto uno dei preferiti della produzione artistica ellenistica del tempo. Dopo la sconfitta, tuttavia, il dominio dei Galli sulla Galazia fu definitivamente riconosciuto dalle città ellenistiche dell'Asia Minore: i Tectosagi si stabilirono nei pressi di Ancyra (l'odierna Ankara), i Tolistobogii presso Pessinunte, luogo sacro a Cibele, e i Trocmi presso Tavio.
Nonostante le sconfitte subite, la potenza militare dei Galli della Galazia rimase significativa: dopo aver servito lo stesso Attalo I, nel II secolo a.C. si allearono con Antioco III, l'ultimo tra i Seleucidi a tentare la riconquista dell'Asia Minore. I Romani, tuttavia, riuscirono a sconfiggere Antioco III, mentre una spedizione romana guidata da Gaio Manlio Vulsone riuscì a sottomettere gli stessi Galli (189 a.C.). La sconfitta contro i Romani segnò l'inizio del declino della potenza militare dei Galli: dopo l'occupazione della Galazia ad opera dei sovrani del Ponto, i Galli si allearono coi Romani durante le guerre mitridatiche.

### La Galazia romana

provincia romana della Galazia.

Nel 64 a.C. la Galazia divenne un regno cliente della Repubblica romana, mantenendo la suddivisione in tre tribù (ciascuna delle quali con a capo un tetrarca). Al tempo di Cesare, uno dei tre tetrarchi, Deiotaro, prese il sopravvento sugli altri due e venne riconosciuto dai Romani quale "re" della Galazia. Con la morte del re Aminta (25 a.C.), la Galazia fu definitivamente incorporata nell'impero da Augusto, tant'è che Pilamene, erede dell'ultimo re galata, ricostruì un tempio presso Ancyra dedicandolo ad Augusto in segno di lealtà all'impero. Nei secoli successivi, del resto, la Galazia si dimostrò una delle province più fedeli a Roma.